# ヘレニスト
ヘレニスト（Hellenist）
1. ギリシャ語学者のこと。
2. ギリシャに心酔する者のこと。
3. ギリシア（ヘレン）化したユダヤ人のこと。以下、この意味で説明する。

ローマ帝国時代初期には、旧ギリシャ植民地ではギリシャ文化が主要な文化であった為、そこに移住したユダヤ人は、公用語としてギリシャ語を用いていた。
- 旧約聖書のギリシア語訳（七十人訳聖書）もこの為に起った。
- 新約聖書はギリシア語で書かれている（イエスや直弟子はアラム語を話していた）。